# Roztokî, Rahău
Roztokî (în ucraineană Розтоки) este o comună în raionul Rahău, regiunea Transcarpatia, Ucraina, formată numai din satul de reședință.

## Demografie
Componența lingvistică a comunei Roztokî
     Ucraineană (99,61%)
     Alte limbi (0,33%)
Conform recensământului din 2001, majoritatea populației comunei Roztokî era vorbitoare de ucraineană (99,61%), existând în minoritate și vorbitori de alte limbi.